# Monogramma graminea
Monogramma graminea là một loài dương xỉ trong họ Pteridaceae. Loài này được Poir. Schkuhr mô tả khoa học đầu tiên năm 1809.